# Gals!
Gals! (japonès: ギャルズ！, hepburn: Gyaruzu!) és una sèrie de manga shōjo de la mangaka Mihona Fujii publicada a la revista Ribbon de l'editorial Shueisha, editada en 10 volums. Fou adaptada a la versió anime com Super Gals! Kotobuki Ran (超GALS!寿蘭, Sūpā Gyaruzu! Kotobuki Ran), que es va emetre al Japó pel canal TV Tokyo des del 4 de juliol de 2001 fins al 26 de setembre de 2002, amb un total de 52 episodis. Encara que la sèrie manga s'anomeni GALS!, el terme Super GALS! (Kotobuki Ran) s'utilitza per referir-se a la sèrie d'anime.
A Espanya, el manga fou publicat per l'editorial Glénat i traduït per Daruma Serveis Lingüístics.

## Argument
La sèrie tracta sobre la subcultura de les kogal (també conegudes com a "gals") al Japó. La protagonista Ran Kotobuki, se sol autoproclamar "la millor Gal del món." Com una adolescent a Shibuya, està determinada a viure amb l'estil Gal per a tota la vida, i es guanya la reputació de ser la Gal més respectada de Shibuya. Tot i que prové d'una família de policies - els seus avis, els seus pares i el seu germà gran tots són policies, ella i la seva germana petita que segueix els seus passos, estan decidides a ser les millors Gals i, per tant, té d'altres somnis a part de ser policia, però igualment té un sentiment de justícia i d'esperit.

## Personatges
- Ran Kotobuki (寿 蘭, Kotobuki Ran)

Ella és la protagonista i té 16 anys. És molt forta, atlètica, i una bonica Gal que mana als carrers de Shibuya. Encara que vingui d'una família de policies, és despistada i una cap de pardal a l'escola i l'única matèria en què treu bona nota és educació física. Està bastant obsessionada amb qualsevol cosa de valor. Però, dintre del seu cor, té un gran sentit de justícia i quan s'enfada és molt perillosa. Les seves armes principals són les seves sabates (o botes) i la bossa que sol portar. Duu una nova moda a les estudiantes de l'institut Hounan, però hi ha gent que la veu amb mals ulls. És bastant llesta i té una bona memòria pel que li interessa. El seu xicot és en Tatsuki, que és molt despistat i capsigrany com ella. La seva relació és complicada, ja que a la Ran no li importen res els nois, però en veritat sí que li importa el seu nòvio. Al manga, té una amiga d'un altre país anomenada, Vivian Lin, una estrella Taiwanesa que s'assembla molt a ella que es coneixen durant el viatge de l'institut a Taiwan. Quan es va acabar la sèrie, la Ran es va convertir en una policia.
- Miyu Yamazaki (山咲 美由, Yamazaki Miyu)

Miyu és una noia de 16 anys, independent, molt maca, dolça i simpàtica, i una de les companyes de classe i millors amigues de la Ran. Però darrere d'aquesta faceta de bona noia, s'hi amaga un passat molt negre. Quan anava a tercer de primària, els seus pares es van divorciar (el seu pare es va casar de nou) i va anar a viure amb la seva mare, que li donava més atenció buscar un home nou que al creixement de la seva filla (passava de la Miyu perquè li recordava al seu marit divorciat). Va ser la líder d'una banda de carrer anomenada "Resistència", que solien fer gamberrades quan anava al segon cicle de l'institut de l'institut. Un dia, en Yamato la va salvar d'una situació molt delicada, i es va dedicar a ajudar a superar els problemes de la Miyu. Això va fer que ella s'enamorés d'en Yamato. Gràcies a la seva ajuda, la Miyu va ser una noia més bona i va ser la nòvia d'en Yamato. Però encara, posseeix els seus dons de lluita del passat i pot ser bastant violenta quan algú la preocupa molt. Quan la seva mare se'n va del Japó, ella es muda a un nou apartament i es casa amb en Yamato a Hawaii al Manga.
- Aya Hoshino (星野 綾, Hoshino Aya)

Aya és una noia de 16 anys que era la millor estudianta de la classe de la Ran, però secretament estava fent enjo kōsai per guanyar-se diners, ja que els seus pares eren molt estrictes i no li deixaven fer res que fes una Gal (fins i tot no li deixaven treballar i s'enfadaven molt, si treia notes de menys de 10). La Ran ho va descobrir i la va esbroncar, fent que es realitzi que s'estava equivocant (encara que la Aya insistia que encara "no ho havia fet amb ningú"), després d'allò, l'Aya es va fer bona amiga de la Ran i la Miyu i es va fer Gal. Es caracteritza com a molt tímida però honesta i estudiosa, li agraden els estudis i que també gaudeix de qualsevol aventura, cosa que a la Ran li agrada. Li costa expressar els seus sentiments a en Rei. Al final de la sèrie queda amb una cita amb en Rei i decideix anar a la mateixa universitat que ell.
- Yamato Kotobuki (寿 大和, Kotobuki Yamato)

Yamato es el germa gran de la Ran (per nou anys. Es un policia que sol estar a la comissaria. És una persona molt sensitiva, però esta apassionat amb la seva feina i la seva relació amb la Miyu (encara que és molt tímid). L'única cosa que el fa rabiar es quan la Ran porta problemes a Shibuya i l'ha de portar a la comissaria. Al final, va ajudar la Miyu a mudar-se al nou pis i s'hi va casar després de la graduació a l'escola.
- Rei Otohata (乙幡 麗, Otohata Rei)

Rei es un estudiant al l'institut Meisho Daichi. També se'l coneix com a "número 1", perquè va quedar primer en les llistes dels nois mes guapos de l'àrea (ikemen). Sòl anar en moto i és molt bon amic amb en Yuya. Té un caràcter molt fred, però sol ser mes obert quan hi es l'Aya i li molesta molt la Ran. Té el problema que no sap expressar-se bé davant els altres. L'Aya s'enamora fortament d'ell. Al final decideix sortir amb l'Aya.
- Yuya Aso (麻生 裕也, Asō Yūya)

Yuya es també un estudiant a l'institut Meisho Daichi, i se'l coneix com a número 2 (ja que va quedar segon a la llista dels nois mes guapos de l'àrea (ikemen)). S'enamora de la Ran però ella no se'n entera. Encara que considera en Tatsuki com un rival per estar amb la Ran, s'entenen tant com germans i es bastant amic de l'Aya. Al manga, després de veure que la Ran i en Tatsuki estan tan junts, finalment es dona per vençut i comença una nova relació amb la Mami Honda, i com que la relació va tant bé, no se sap si es casen al futur.
- Sayo Kotobuki (寿 沙夜, Kotobuki Sayo)

Sayo es la germana petita de la Ran. Somia en ser detectiva com el seu heroi de la televisió, el Detectiu Kudou de "Corrupció a Odaiba. En Sayo i el seu novio en Masato solen jugar a detectius, sempre cridant l'atenció i frustrant a la Ran. Al final de la sèrie encara esta amb en Masato i van al mateix institut del que anava la Ran.
- Taizo Kotobuki (寿 泰三, Kotobuki Taizo)

Taizo es el pare de la Ran. Es cap de policies. No li agrada l'estil de vida de la seva filla gran, la Ran. Prova de fer el millor perquè la seva filla sigui policia, i prova diverses tàctiques per a fer que ajudi a la gent (com no donar-li la setmanada).
- Kiyoka Kotobuki (寿 清香, Kotobuki Kiyoka)

Kiyoka es la mare de la Ran. Es guardia de transit. No se sap la seva edat però per la seva aparença, és més jove que el seu marit.
- Tatsuki Kuroi (黒井 達樹, Kuroi Tatsuki)

Tatsukichín, pels amics, és el xicot de la Ran. També l'anomenen "El negre de Machida". El comparen amb un mico perquè té la pell morena.Balla molt bé el Para-para,axí es van conéixer ell i la Ran. El que més desitja és un petó de la Ran. La Ran i ell són iguals,no estudien,disfruten de la vida al 100% i sobretot,el dos estan pelats.